# Darwin Pinzón
Darwin Darinel Pinzón Camaño (ur. 2 kwietnia 1994 w mieście Panama) – panamski piłkarz występujący na pozycji napastnika lub ofensywnego pomocnika, reprezentant Panamy, od 2024 roku zawodnik San Francisco.